# Nectandra debilis
Nectandra debilis é uma espécie de planta da família Lauraceae.
É endémica do Brasil.
Está ameaçado por perda de habitat.